# بحران مالی ۲۰۰۸

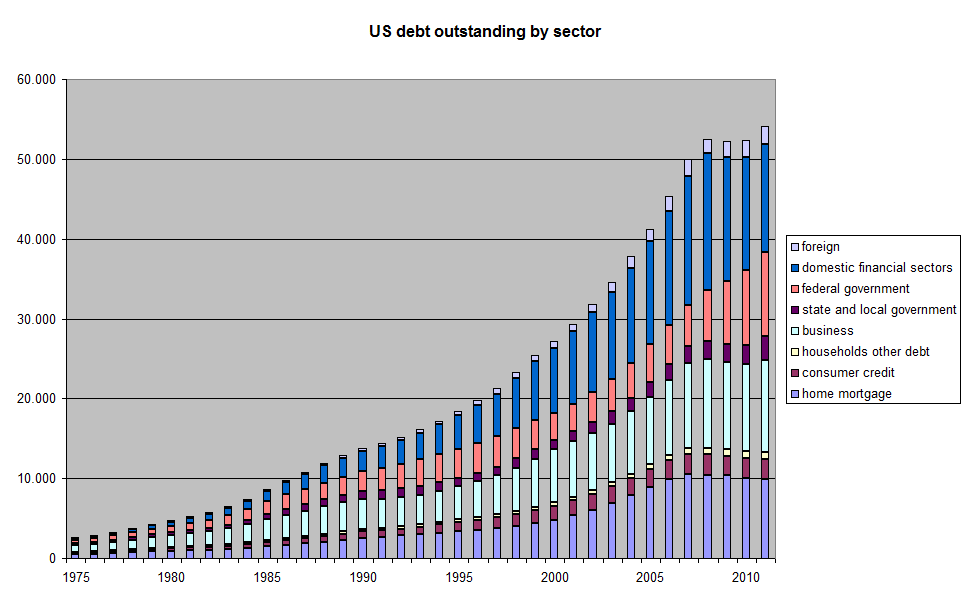
نمودار رشد بدهی‌های آمریکا

بحران مالی ۲۰۰۸، مجموعه‌ای از مشکلات اقتصادی بود که برای نخستین بار در سال ۲۰۰۵ پدیدار شده و تا سال‌ها ادامه داشتند. مشخصهٔ اصلی این بحران در کاهش میزان نقدینگی در نظام بانکی و اعتباری بود. این بحران با انفجار حباب در بازار مسکن آمریکا آغاز شد. حباب قیمت مسکن در آمریکا در نهایت منجر به به وجود آمدن افراد بدهکار به نظام بانکی شد و خانه‌های این افراد که به عنوان ضمانت در نظر گرفته شده بود به نقدینگی تبدیل نمی‌شد. این بحران که ابتدا در مراکز اعتبار گشایی بروز کرد به علت نقد نشدن وثیقهٔ دریافت‌کنندگان وام درجه دو به وجود آمد.

## پیش‌زمینه
وام درجه دو به افرادی داده می‌شود که قرض‌کننده شرایط لازم برای دریافت وام از طریق معمولی را به علت بالا بودن ریسک باز پرداخت آن ندارد. این ریسک ممکن است به علت وضعیت شغلی، پیش‌زمینه مالی یا وضعیت درآمد قرض‌کننده باشد. میزان وام درجه دو در سال ۲۰۰۷ حدود یک تریلیون دلار با ۷٫۵ میلیون وثیقه معوقه بود. کل میزان وام داده شده در آمریکا ۱۲ تریلیون دلار می‌باشد.
مشکلات مالی آمریکا نیز کمک به این امر کرد. بدهی‌های سنگین و مخارجی که برای آمریکا ایجاده شده بود بار مضاعفی بر این امر داشت.
در دهه ۱۹۹۰، کنگره ایالات متحده قوانینی را با هدف افزایش دسترسی به مسکن مقرون به صرفه با تسهیل مقررات مالی تصویب کرد. در سال ۱۹۹۹، برخی از مفاد قانون بانکداری ۱۹۳۳ (قانون گلس-استیگال) لغو شد و به مؤسسات مالی اجازه داد تا فعالیت‌های کم‌ریسک، مانند بانکداری تجاری و بیمه، را با سرمایه‌گذاری‌های پرخطرتر مانند بانکداری سرمایه‌گذاری و تجارت اختصاصی ترکیب کنند.  بین سال‌های ۲۰۰۰ تا ۲۰۰۳، همزمان با کاهش نرخ بهره فدرال توسط فدرال رزرو ("فدرال")، مؤسسات مالی شروع به تمرکز بر خریداران خانه کم‌درآمد، عمدتاً از گروه‌های اقلیت نژادی، کردند و به آنها وام‌های پرخطر ارائه دادند. این روند تا حد زیادی مورد توجه تنظیم‌کنندگان قرار نگرفت.  از سال ۲۰۰۴ تا ۲۰۰۶، با افزایش نرخ بهره، هزینه‌های وام مسکن افزایش و تقاضای مسکن کاهش یافت.  تا اوایل سال ۲۰۰۷، تعداد فزاینده‌ای از وام گیرندگان وام مسکن درجه دو در ایالات متحده، شروع به نکول وام‌های خود کردند که منجر به ورشکستگی وام دهندگان، از جمله New Century Financial در ماه آوریل شد. با کاهش مداوم تقاضا و قیمت‌ها، بحران مالی تا اوت ۲۰۰۷ بر بازارهای اعتباری جهانی تأثیر گذاشت و بانک‌های مرکزی را بر آن داشت تا نقدینگی را به سیستم تزریق کنند. در مارس ۲۰۰۸، Bear Stearns، پنجمین بانک سرمایه‌گذاری بزرگ در ایالات متحده، در یک معامله شتابزده با حمایت مالی فدرال رزرو به JPMorgan Chase فروخته شد.

## عوامل

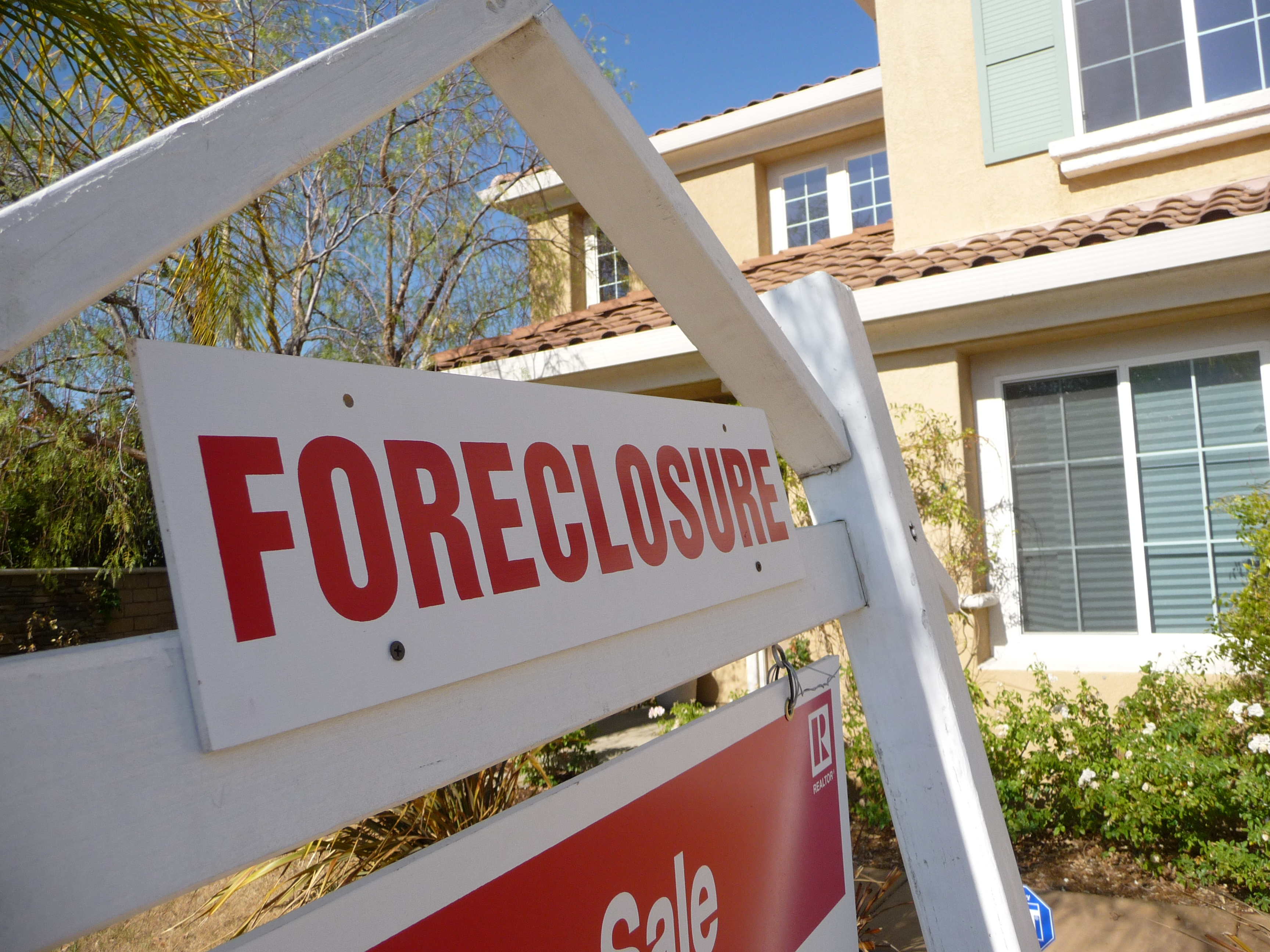

### بحران وام‌های مسکن آمریکا
جرج دابلیو. بوش در سخنانی ورود سرمایه‌ها به بازار وام آمریکا و ایجاد سرمایه اضافی برای دادن وام بیشتر با سود پائین، بدون در نظر گرفتن ریسک را عامل این بحران معرفی کرد. افزایش میزان وام‌های مسکن دراز مدت منجر به افزایش قیمت مسکن شد. بطوریکه قیمت مسکن در بین سال‌های ۱۹۹۷ تا ۲۰۰۶ حدود ۱۲۴ درصد افزایش پیدا کرد. برخی از وام گیرندگان از فرصت استفاده کردند تا با افزایش سرمایه خود (مسکن) بتوانند با قرار دادن آن به عنوان وثیقه وام بیشتری با بهره پائین دریافت نمایند؛ ولی افزایش ساخت مسکن باعث ایجاد مازاد تولید برمصرف و در نتیجه کاهش قیمت مسکن شد. این موضوع باعث شد دریافت کنندگان وام، نه تنها بدهی خود را نتوانند بپردازند بلکه املاک آن‌ها نیز که به عنوان وثیقه در نظر گرفته شده بود فروش نرود. در ژانویه ۲۰۰۸ موجودی خانه‌های فروش نرفته به بالاترین مقدار از سال ۱۹۸۱ یعنی حدود چهار میلیون خانه شامل ۲٫۹ میلیون منزل خالی از سکنه رسید.

### نقش بانک مرکزی آمریکا
آلن گرین اسپن رئیس پیشین بانک مرکزی آمریکا به اشتباه خود در کاهش نظارت دولت بر دادن وام‌های بانکی اذعان کرد. به باور او بانک مرکزی و «کمیسیون مبادلات سهام» و خزانه‌داری همگی نقشی در ارتکاب این اشتباهات بازی کردند. او همچنین اعلام کرد که در اواسط سال ۲۰۰۵ آشکارا به دولتمردان و قانونگذاران آمریکایی در مورد احتمال وقوع چنین بحرانی در آینده نزدیک هشدار داده اما به آن توجه چندانی نشده‌است. به گرین اسپن انتقادهای زیادی می‌شود که در تقویت بازار آزاد و اعتماد کامل به بانک‌ها زیاده‌روی کرده‌است.

## اثرات
بحران اقتصادی به اتحادیه اروپا و آسیا نیز رسید. این بحران مالی ۳٫۹ تریلیون دلار خسارت به بار آورد.

### آمریکا
دشواری‌های دو شرکت عظیم اعطای وام مسکن به نام‌های فنی می و فردی مک و اعلام ورشکستگی بانک لیمن برادرز و همچنین رقیب آن، مؤسسه مریل لینچ، و بانک واشینگتن موچوال (مشهور به «وامو» WaMu) و… شوک اقتصادی جدیدی به بازارهای آمریکا و اقتصاد جهانی وارد کرد. اقتصاد آمریکا با مشکلات زیادی مواجه شد و بازار و موسسات مالی این کشور تحت فشار زیادی قرار گرفتند.

### کشورهای عربی
بورس کشورهای عربی تنها در ابتدای این بحران ۲۷ میلیارد دلار ضرر کردند.

### اروپا
این بحران، رکود بزرگ را آغاز کرد که به عنوان مهمترین رکود اقتصادی جهانی از زمان رکود بزرگ شناخته می‌شود.  این دوره متعاقباً با بحران بدهی اروپا که با کسری بودجه یونان در اواخر سال ۲۰۰۹ آغاز شد، و همچنین بحران مالی ایسلند از سال ۲۰۰۸ تا ۲۰۱۱ دنبال شد. مورد دوم شامل ورشکستگی هر سه بانک اصلی ایسلند بود و بزرگترین فروپاشی اقتصادی تاریخ را در مقایسه با اندازه اقتصاد آن نشان داد. 

## واکنش‌ها
جرج بوش در سخنرانی خود خطاب به ملت آمریکا، گفته:
کل اقتصاد ما در خطر است. ما اکنون در میانهٔ یک بحران مالی جدی هستیم. بدون اقدام سریع کنگره، آمریکا می‌تواند به دام هراسی بزرگ بلغزد.
به گفتهٔ وزیر دارایی آلمان، اشتاین بروک:
پس از بحران مالی اخیر، جهان دیگر آنی نخواهد شد که قبل از بحران بود. این نگاه رایج در آمریکا که بازار نیاز به کنترل و مقرّرات ندارد باعث و بانی بحران اخیر بوده‌است. بحران مالی جهان پیامدهای عمیقی به دنبال خواهد داشت. هیچ‌کس نباید خود را فریب دهد. جهان دیگر آنی نخواهد شد که قبل از بحران بود. یکی از نتایج بحران این خواهد بود که آمریکا به احتمال زیاد، موقعیت ابرقدرتی خود در نظام مالی جهان را از دست خواهد داد.
بانک جهانی نسبت به پیامدهای بحران مالی در جهان هشدار داده که بحران مالی در جهان، پس از بالا رفتن بهای مواد غذایی و سوخت می‌تواند ضربهٔ دیگری به کشورهای فقیر بزند.

## رکود اقتصادی
بحران مالی سال ۲۰۰۸ که اغلب به عنوان بحران مالی جهانی (GFC) شناخته می‌شود، نشان‌دهنده یک رکود اقتصادی قابل توجه در سراسر جهان بود که عمدتاً از ایالات متحده سرچشمه می‌گرفت. این بحران منجر به رکود بزرگ شد که از اواخر سال ۲۰۰۷ تا اواسط سال ۲۰۰۹ ادامه داشت و شدیدترین رکود اقتصادی از زمان سقوط وال استریت در سال ۱۹۲۹ و رکود بزرگ پس از آن را رقم زد. عوامل کلیدی مؤثر در بحران ۲۰۰۸ شامل شیوه‌های وام‌دهی غارتگرانه مرتبط با وام‌های رهنی درجه دو، ظهور حباب مسکن در ایالات متحده، ریسک‌پذیری بیش از حد توسط مؤسسات مالی بین‌المللی و نظارت ناکافی نظارتی بود. مرحله اولیه بحران در اوایل سال ۲۰۰۷ آغاز شد، زمانی که اوراق بهادار با پشتوانه وام مسکن (MBS) مرتبط با املاک و مستغلات ایالات متحده، همراه با شبکه پیچیده‌ای از مشتقات مرتبط با این MBS، کاهش قابل توجهی در ارزش را تجربه کردند. تا اواسط سال ۲۰۰۷، بحران نقدینگی شروع به تأثیرگذاری بر مؤسسات جهانی کرد و با ورشکستگی برادران لمن در سپتامبر ۲۰۰۸ به اوج خود رسید که منجر به سقوط بازار سهام و بحران بانکی بین‌المللی شد. 
ارزیابی‌ها از اثرات بحران در ایالات متحده متفاوت است، اما آنها نشان می‌دهند که تقریباً ۸٫۷ میلیون شغل حذف شده است که منجر به افزایش بیکاری از ۵ درصد در سال ۲۰۰۷ به اوج ۱۰ درصد در اکتبر ۲۰۰۹ شده است. نسبت افرادی که در فقر زندگی می‌کنند از ۱۲٫۵ درصد در سال ۲۰۰۷ به ۱۵٫۱ درصد در سال ۲۰۱۰ افزایش یافته است. میانگین صنعتی داو جونز از اکتبر ۲۰۰۷ تا مارس ۲۰۰۹ کاهش ۵۳ درصدی را تجربه کرد، و برخی تخمین‌ها نشان می‌دهد که از هر چهار خانوار، یک نفر ۷۵ درصد یا بیشتر از دارایی خالص خود را از دست داده است. در پاسخ به این چالش‌ها، قانون اصلاحات وال استریت و حمایت از مصرف‌کننده داد-فرانک در سال ۲۰۱۰ تصویب شد که به طور قابل توجهی مقررات مالی را اصلاح کرد. 

## ۲۰۰۷
در ۲۷ فوریه ۲۰۰۷، قیمت سهام در چین و ایالات متحده بزرگترین کاهش خود را از سال ۲۰۰۳ تجربه کردند که ناشی از نگرانی‌ها در مورد کاهش قیمت مسکن و کاهش سفارش کالاهای بادوام بود که ترس از رشد اقتصادی را افزایش داد.  آلن گرینسپن پیش‌بینی رکود اقتصادی احتمالی را کرد. در پاسخ به افزایش نرخ‌های معوقه در وام‌های درجه دو، فردی مک تصمیم خود را برای توقف سرمایه‌گذاری در وام‌های درجه دو خاص اعلام کرد. 
در ۲ آوریل ۲۰۰۷، شرکت نیو سنچری، یک صندوق سرمایه‌گذاری املاک و مستغلات مستقر در ایالات متحده که بر وام‌های درجه دو و اوراق بهادارسازی تمرکز دارد، درخواست حمایت از ورشکستگی فصل ۱۱ را کرد. این رویداد به تشدید بحران وام‌های درجه دو کمک کرد.  در ۲۰ ژوئن ۲۰۰۷، پس از دریافت درخواست‌های افزایش حاشیه سود، بیر استرنز برای نجات دو صندوق پوشش ریسک خود که ۲۰ میلیارد دلار در معرض تعهدات بدهی وثیقه‌ای، از جمله موارد مرتبط با وام‌های رهنی درجه دو، قرار داشتند، مداخله کرد. 
در ۱۹ ژوئیه ۲۰۰۷، شاخص میانگین صنعتی داو جونز (DJIA) با بسته شدن بالای ۱۴۰۰۰ برای اولین بار و رسیدن به قیمت ۱۴۰۰۰٫۴۱ به یک نقطه عطف تاریخی دست یافت. 
در ۳۰ ژوئیه ۲۰۰۷، بانک IKB Deutsche Industriebank اولین بانکی بود که تسلیم بحران شد، زیرا نجات خود را توسط موسسه مالی دولتی آلمان KfW اعلام کرد. 
۳۱ ژوئیه ۲۰۰۷: بیر استرنز انحلال دو صندوق پوشش ریسک خود را اعلام کرد. 
۶ آگوست ۲۰۰۷: شرکت وام مسکن آمریکا اعلام ورشکستگی کرد. 
۹ آگوست ۲۰۰۷: بانک BNP Paribas برداشت از سه صندوق پوشش ریسک خود را که در مجموع ۲٫۲ میلیارد دلار دارایی را مدیریت می‌کردند، به حالت تعلیق درآورد و دلیل آن را «تبخیر کامل نقدینگی» اعلام کرد که ارزیابی صندوق‌ها را غیرممکن می‌کرد. این حادثه، بی‌میلی فزاینده بانک‌ها برای انجام معاملات با یکدیگر را برجسته کرد. 
۱۶ آگوست ۲۰۰۷: شاخص میانگین صنعتی داو جونز (DJIA) با ۱۲۹۴۵٫۷۸ واحد بسته شد، در حالی که در ۱۲ روز از ۲۰ روز معاملاتی قبل از رسیدن به اوج خود، کاهش یافته بود و در نتیجه، در مجموع ۱۱۶۴٫۶۳ واحد یا ۸٫۳ درصد کاهش یافت. 
۹ اکتبر ۲۰۰۷: میانگین صنعتی داو جونز (DJIA) به بالاترین ارزش پایانی خود یعنی ۱۴۱۶۴٫۵۳ رسید. 
۱۵ اکتبر ۲۰۰۷: سیتی‌گروپ، بانک آمریکا و جی‌پی‌مورگان چیس از طرحی برای یک کانال افزایش نقدینگی ۸۰ میلیارد دلاری با هدف تأمین نقدینگی برای ابزارهای سرمایه‌گذاری ساختاریافته رونمایی کردند، اگرچه این ابتکار در نهایت در دسامبر کنار گذاشته شد. ۲۶ نوامبر ۲۰۰۷: بازارهای ایالات متحده با تشدید نگرانی‌ها در مورد بخش مالی وارد مرحله اصلاح شدند. دسامبر ۲۰۰۷: نرخ بیکاری در ایالات متحده به ۵٪ افزایش یافت. ۱۲ دسامبر ۲۰۰۷: فدرال رزرو تسهیلات حراج مدت‌دار را برای ارائه اعتبار کوتاه‌مدت به بانک‌هایی که با وام‌های رهنی درجه دو سر و کار دارند، راه‌اندازی کرد.۱۷ دسامبر ۲۰۰۷: شرکت مالی دلتا پس از شکست تلاش‌هایش برای اوراق بهادارسازی وام‌های درجه دو، اعلام ورشکستگی کرد.
اکتبر ۲۰۰۷: سیتی‌گروپ، بانک آمریکا و جی‌پی‌مورگان چیس از طرحی برای یک کانال افزایش نقدینگی ۸۰ میلیارد دلاری با هدف تأمین نقدینگی برای ابزارهای سرمایه‌گذاری ساختاریافته رونمایی کردند، اگرچه این ابتکار در نهایت در دسامبر کنار گذاشته شد.  ۲۶ نوامبر ۲۰۰۷: بازارهای ایالات متحده با تشدید نگرانی‌ها در مورد بخش مالی وارد مرحله اصلاح شدند. دسامبر ۲۰۰۷: نرخ بیکاری در ایالات متحده به ۵٪ افزایش یافت. ۱۲ دسامبر ۲۰۰۷: فدرال رزرو تسهیلات حراج مدت‌دار را برای ارائه اعتبار کوتاه‌مدت به بانک‌هایی که با وام‌های رهنی درجه دو سر و کار دارند، راه‌اندازی کرد. 
۱۷ دسامبر ۲۰۰۷: شرکت مالی دلتا پس از شکست تلاش‌هایش برای اوراق بهادارسازی وام‌های درجه دو، اعلام ورشکستگی کرد.  ۱۹ دسامبر ۲۰۰۷: آژانس رتبه‌بندی استاندارد اند پورز رتبه‌بندی چندین شرکت بیمه تک‌خطی مسئول پرداخت اوراق قرضه معوق را کاهش داد. ۳۱ دسامبر ۲۰۰۷: با وجود نوسانات قابل توجه در بخش پایانی سال، بازارها سال را بالاتر از نقطه شروع خود به پایان رساندند و DJIA با ۱۳۲۶۴٫۸۲ واحد بسته شد که نشان‌دهنده افزایش ۶٫۴ درصدی در سال است. 

## ۲۰۰۸
۱۸ ژانویه ۲۰۰۸: بازارهای سهام پس از کاهش رتبه اعتباری Ambac، یک شرکت بیمه اوراق قرضه، به پایین‌ترین نقطه خود در سال رسیدند. همزمان، افزایش درخواست‌های برداشت، Scottish Equitable را بر آن داشت تا برای افرادی که به دنبال دسترسی به وجوه خود هستند، تأخیرهایی تا ۱۲ ماه اعمال کند.  ۱۳ فوریه ۲۰۰۸: قانون محرک اقتصادی سال ۲۰۰۸ به قانون تبدیل شد که شامل یک ماده تخفیف مالیاتی است.  اواخر ژوئن ۲۰۰۸: در پی کاهش ۲۰ درصدی بازار سهام ایالات متحده از اوج خود، سهام مرتبط با کالاها با افزایش قابل توجه قیمت نفت از ۱۴۰ دلار در هر بشکه برای اولین بار و افزایش قیمت فولاد از ۱۰۰۰ دلار در هر تن، سود قابل توجهی را تجربه کردند. نگرانی‌ها در مورد تورم، همراه با تقاضای قوی از سوی چین، باعث افزایش سرمایه‌گذاری در کالاها در طول رونق کالاها در دهه ۲۰۰۰ شد.  ۱۱ ژوئیه ۲۰۰۸: بانک IndyMac ورشکست شد، در حالی که قیمت نفت به بالاترین حد خود یعنی ۱۴۷٫۵۰ دلار رسید. 
در ۳۰ سپتامبر ۲۰۰۸، رئیس جمهور جورج دبلیو بوش خطاب به ملت اظهار داشت: "کنگره باید اقدام کند... اقتصاد ما به اقدام قاطع دولت وابسته است. هر چه زودتر به این مشکل رسیدگی کنیم، زودتر می‌توانیم به مسیر رشد و ایجاد شغل بازگردیم." پس از اظهارات او، شاخص داو جونز با افزایش ۴٫۷ درصدی، بهبود یافت.  ۱ اکتبر ۲۰۰۸: سنای ایالات متحده قانون تثبیت اقتصادی اضطراری ۲۰۰۸ را تصویب کرد.  ۲ اکتبر ۲۰۰۸: شاخص‌های بازار سهام با ابراز نگرانی سرمایه‌گذاران پیش از رأی‌گیری مجلس نمایندگان ایالات متحده در مورد قانون تثبیت اقتصادی اضطراری ۲۰۰۸، ۴ درصد کاهش یافتند.  ۳ اکتبر ۲۰۰۸: مجلس نمایندگان قانون تثبیت اقتصادی اضطراری ۲۰۰۸ را به همراه برنامه کمک به دارایی‌های مشکل‌دار ۷۰۰ میلیارد دلاری تصویب کرد. رئیس جمهور بوش این قانون را در همان روز امضا کرد. علاوه بر این، واچوویا بدون نیاز به کمک دولت به توافقی برای خرید توسط ولز فارگو دست یافت. 
۶ تا ۱۰ اکتبر ۲۰۰۸: در طول هفته ۶ تا ۱۰ اکتبر ۲۰۰۸، میانگین صنعتی داو جونز (DJIA) در هر پنج جلسه معاملاتی با کاهش بسته شد و سطح حجم معاملات رکوردشکنی را ثبت کرد. شاخص داو جونز (DJIA) با ۱۸۷۴.۱۹ واحد یا ۱۸.۲ درصد کاهش، قابل توجه‌ترین کاهش هفتگی خود را از نظر واحد و درصد نشان داد. شاخص S&P 500 نیز بیش از ۲۰ درصد کاهش یافت.  ۷ اکتبر ۲۰۰۸: مطابق با قانون تثبیت اقتصادی اضطراری سال ۲۰۰۸، شرکت بیمه سپرده فدرال، سقف پوشش بیمه سپرده را به ۲۵۰،۰۰۰ دلار برای هر سپرده‌گذار در ایالات متحده افزایش داد.  ۱۱ اکتبر ۲۰۰۸: رئیس صندوق بین‌المللی پول (IMF) هشدار داد که سیستم مالی جهانی در آستانه یک "سقوط سیستماتیک" قرار دارد.   ۲۴ اکتبر ۲۰۰۸: بسیاری از بورس‌های سهام در سراسر جهان با کاهش بی‌سابقه‌ای روبرو شدند و اکثر شاخص‌ها تقریباً ۱۰٪ کاهش یافتند. در ایالات متحده، شاخص DJIA 3.6٪ کاهش یافت، اگرچه این کاهش نسبت به کاهش در سایر بازارها کمتر بود. دلار آمریکا، ین ژاپن و فرانک سوئیس در برابر سایر ارزهای اصلی، به ویژه پوند انگلیس و دلار کانادا، افزایش یافتند، زیرا سرمایه‌گذاران جهانی به دنبال پناهگاه‌های امن بودند. این امر منجر به بحران ارزی شد و بسیاری از اقتصادهای نوظهور را بر آن داشت تا از صندوق بین‌المللی پول درخواست کمک کنند. 

## ۲۰۰۹
۱۳ فوریه ۲۰۰۹: کنگره قانون بهبود و سرمایه‌گذاری مجدد آمریکا در سال ۲۰۰۹ را تصویب کرد، یک طرح محرک اقتصادی قابل توجه به ارزش ۷۸۷ میلیارد دلار. باراک اوباما، رئیس جمهور، در ۱۷ فوریه آن را تأیید کرد. 
۲۰ فوریه ۲۰۰۹: شاخص میانگین صنعتی داو جونز (DJIA) در پایین‌ترین سطح شش سال گذشته بسته شد و نگرانی‌هایی را مبنی بر اینکه بزرگترین بانک‌های ایالات متحده ممکن است با ملی شدن مواجه شوند، افزایش داد. 
۲۷ فوریه ۲۰۰۹: شاخص میانگین صنعتی داو جونز به پایین‌ترین نقطه خود از سال ۱۹۹۷ رسید، زیرا دولت ایالات متحده مالکیت خود در سیتی‌گروپ را به ۳۶ درصد افزایش داد و ترس از ملی شدن را تشدید کرد. علاوه بر این، گزارشی نشان داد که تولید ناخالص داخلی با سریع‌ترین نرخ خود در ۲۶ سال گذشته کاهش یافته است. 
اوایل مارس ۲۰۰۹: کاهش قیمت سهام به رکودی که در دوران رکود بزرگ تجربه شد، تشبیه شد. 